# حسين مترف
حسين مترف:لاعب كرة قدم جزائري ولدفي يوم1 يناير 1984 بالجزائر العاصمة يلعب في نادي وفاق سطيف بالقميص رقم 23.

## روابط خارجية
- حسين مترف على موقع رابطة كرة القدم الفرنسية للمحترفين (الإنجليزية)
- حسين مترف على موقع قاعدة بيانات كرة القدم.إي يو (الإنجليزية)
- حسين مترف على موقع ناشيونال فوتبول تيمز (الإنجليزية)
- حسين مترف على موقع كووورة